# Emil Wolfgang Keller
Emil Wolfgang Keller (* 6. März 1932 in Pirmasens; † 16. November 2017) war ein deutscher Volkswirt, Unternehmer und Politiker (CDU).

## Leben und Beruf
Keller wurde als Sohn eines Amtsgerichtsdirektors geboren. Nach dem Abitur 1951 am humanistischen Gymnasium in Pirmasens arbeitete er zunächst in Schuhfabriken und Gerbereien. Er nahm 1953 ein Studium der Volkswirtschaft an den Universitäten von Freiburg und München auf, das er 1956 mit der Prüfung zum Diplom-Volkswirt beendete. Anschließend war er bis 1986 unternehmerisch als Inhaber eines Ledergroßhandels in Pirmasens tätig.
Keller war Mitglied der CDU. Von 1969 bis 1995 war er Kreisvorsitzender der CDU Pirmasens.

## Öffentliche Ämter
Keller wurde 1960 in den Rat der Stadt Pirmasens gewählt. Er war von 1975 bis 1996 Mitglied des Rheinland-Pfälzischen Landtages, dort seit 1981 zunächst stellvertretender Vorsitzender und 1987/88 Vorsitzender der CDU-Fraktion.
Am 8. Dezember 1988 wurde er als Finanzminister in die von Ministerpräsident Carl-Ludwig Wagner geführte Regierung des Landes Rheinland-Pfalz berufen. Nach der Wahlniederlage der CDU bei den Landtagswahlen 1991 schied er am 21. Mai 1991 aus der Landesregierung aus und wurde in seinem Amt von Edgar Meister abgelöst.